# Lainville-en-Vexin
Lainville-en-Vexin település Franciaországban, Yvelines megyében. Lakosainak száma 807 fő (2022. január 1.). Lainville-en-Vexin Brueil-en-Vexin, Jambville, Montalet-le-Bois, Sailly, Aincourt, Arthies, Avernes, Frémainville és Wy-dit-Joli-Village községekkel határos.

## Népesség
A település népességének változása:
| Lakosok száma | 823  | 806  | 811  | 788  | 782  | 776  | 786  | 797  | 807  |
|               | 2013 | 2015 | 2016 | 2017 | 2018 | 2019 | 2020 | 2021 | 2022 |